# Afrozetes magoebaensis
Afrozetes magoebaensis är en kvalsterart som beskrevs av Engelbrecht 1972. Afrozetes magoebaensis ingår i släktet Afrozetes och familjen Microzetidae.

## Underarter
Arten delas in i följande underarter:
- A. m. magoebaensis
- A. m. capensis